# Шохин, Юрий Александрович
Ю́рий Алекса́ндрович Шо́хин (4 декабря 1957, Сталинград, СССР — 9 июля 2024, Воронеж) — советский спортсмен, чемпион СССР по спортивной акробатике.

## Биография
Родился в Сталинграде (ныне Волгоград), где и начал заниматься акробатикой. Мать, Мария Тимофеевна, работала в школе учительницей русского языка и литературы, отец, Александр Иванович, был тренером по лёгкой атлетике, готовил десятиборцев. Юрий Шохин выполнил норматив кандидата в мастера спорта, Юрий выступал в составе мужской четвёрки, где был сначала верхним, а затем вторым средним. В 1975 году поступил в институт, а четверка Шохина вошла в сборную СССР. Однако в 1976 году получил серьёзную травму, пострадала почка, год Юрий провёл в больнице, причём врачи сказали, что со спортом необходимо заканчивать.
Самостоятельно восстанавливался, тренировался, после чего принял приглашение переехать в Тольятти, где в составе мужской четверки местной акробатический школы Виталия Гройсмана добился первых побед на чемпионате СССР. В Тольятти же и познакомился с будущей женой, мастером спорта СССР международного класса, чемпионкой СССР и призёром чемпионата мира по спортивной акробатике Верой Зелепукиной. Вскоре у пары родилась дочь Ольга, а спустя ещё шесть лет дочь Мария.
После четырёх лет в Тольятти принял приглашение из Киева, выступал за местную команду. В 1986 году завершил спортивную карьеру и стал выступать в Московском цирке, в труппе Олега Попова, где проработал два года. Вместе с семьей перебрался в Воронеж, где работал учителем физкультуры и тренером. Позднее перешёл на административную работу, стал заместителем начальника отдела управления физической культуры и спорта Воронежской области, затем председателем комитета физической культуры и спорта Воронежа (2006—2008).
С 2008 по 2022 год — директор детско-юношеской спортивной школы № 14 (фехтование, скалолазание).
Умер 9 июля 2024 года в Воронеже в возрасте 66 лет.

## Достижения
Мастер спорта международного класса.
В 1979 году впервые стал чемпионом СССР, выступая в группе с И. Якушовым. Также становился чемпионом в 1980—1985 годах по отдельным упражнениям, а в 1980—1981 годах в многоборье.
В августе 1981 года тольяттинская мужская четвёрка в составе Гусев — Макаров — Шохин — Хафизов выиграла чемпионат СССР в Тбилиси и завоевала право выступить на кубке мира, проходившем в Швейцарии, где стала второй в многоборье и первой в обоих упражнениях.
В 1982 году стал чемпионом РСФСР.